# Grafo de grupos
En teoría geométrica de grupos, un grafo de grupos es un objeto que consiste en una colección de grupos indexados por los vértices y arista de un grafo, junto con una familia de monomorfismos de los grupos de aristas en los grupos de vértices.
Hay un único grupo, llamado grupo fundamental, canónicamente asociado con cada grafo de grupos finitos conectados. Éste admite una acción de preservación de la orientación sobre un árbol: el grafo de grupos original puede ser recuperado del grafo cociente y de los subgrupos estabilizadores. Esta teoría, comúnmente referida como teoría de Bass-Serre, derivada del trabajo de Hyman Bass y Jean-Pierre Serre.

## Definición
Un grafo de grupos sobre un grafo Y es una asignación de cada vértice x de Y de un grupo Gx a cada arista y de Y de un grupo Gy así como a los monomorfismos φy,0 y φy,1 que mapean Gy en los grupos asignados a los vértices en sus extremos.